# توفيق السيد
توفيق السيد (1939-1996) فنان تشكيلي فلسطيني، ولد في مدينة صفد، هجرت عائلته إلى الأردن جراء النكبة. درس توفيق الابتدائية والإعدادية في مدرسة خالد بن الوليد عام 1950. وتابع تعليمه الجامعي في أكاديمية الفنون الجميلة، في جامعة مدريد الإسبانية عام 1965، وتخرج من قسم الرسم والتصوير، ثم أكمل دراسته في أكاديمية الفنون الجميلة في روما الإيطالية في الفترة الواقعة بين 1970-1979، ثم عاد إلى الأردن وعمل رساماً للكاريكاتير، ومحرراً في مجلة الشرطي عام 1966، كما عمل في جريدة الدستورعام 1967. بالإضافة إلى عمله كمهندس للديكور في السعودية عام 1968. توفي في الأردن عام 1996.

## أسلوبه الفني
كانت لوحاته التصويرية منحازة لنمط أكاديمي، ذات النزعة المدرسية الموصولة بالواقعية التسجيلية في بداية أعماله، كما كانت أغلب أعماله من لوحات البورتريه. ثم اتجه إلى الواقعية التعبيرية مع رمزية تأثيرية، الذي يتشبعها الموضوع الوطني والإنساني، فرسم وصور لمعالم موسيقاه التشكيلية المليئة بملامح وشخوص عربية محلية.

## المعارض الفردية
- معرض في المركز الثقافي البريطاني، في الأردن عام 1968.[2]
- معرض في اليوبيل الفضي المركز الثقافي الفرنسي، في الأردن عام 1982.

## المعارض الجماعية
- معرض في كلية الأقباط في القدس عام 1959.
- معرض في نابلس عام 1960.
- معرض السلام، في باريس عام 1960.
- معرض الفن الحديث، في القاهرة عام 1963.
- رسامون من نابلس، ستوديو فلسطين الفوتوغرافي، في نابلس عام 1965.
- معرض مشترك مع الفنانة شيلا موريس في المركز الثقافي البريطاني، في الأردن عام 1968.
- مسابقة بلترينا، في إيطاليا عام 1977.
- بينالي القاهرة الدولي، في القاهرة عام 1984.

## الجوائز
نال توفيق السيد العديد من الجوائز منها:
- جائزة معرض السلام، في باريس عام 1960.
- ميدالية ذهبية في مسابقة بلترينا الإيطالية عام 1977.
- ميدالية بينالي القاهرة الدولي عام 1984.